# 기시 유스케
기시 유스케(貴志 祐介, 1959년 ~ )는 일본 오사카부 출신 소설가이다. 교토 대학 경제학부 졸업 후 아사히 생명보험에 취직했다. 그 후 집필활동을 시작해 단편 〈얼어붙은 입〉이 1986년 제12회 하야카와 SF 콘테스트에서 가작을 수상했다.
30살이 되자 직장을 그만두고 집필과 투고활동에 전념했으며 후에 《13번째 인격》이란 제목으로 출판된 《ISOLA》가 1996년 제3회 일본 호러 소설 대상에서 가작, 《검은 집》이 1997년 제4회 같은 상 대상을 수상했다.
인간의 욕망이나 광기가 불러 일으키는 공포를 그린 호러 작품을 발표 해왔으며 《푸른 불꽃》과 《유리 망치》에서는 미스터리, 《신세계에서》는 SF를 다루기도 했다.

## 작품
2012년 11월 기준으로 모두 대한민국에 번역되어 출판됐다.

### 방범 탐정 에노모토 시리즈
- 유리 망치 (2004)
- 도깨비불의 집 (2008)
- 열쇠가 잠긴 방 (2011)

### 시리즈가 아닌 작품
- 13인의 인격 (1996)
- 검은 집 (1997)
- 천사의 속삭임 (1998)
- 크림슨의 미궁 (1999)
- 푸른 불꽃 (1999)
- 신세계에서 (2008)
- 악의 교전 (2010)
- 다크존 (2011)

## 영상화 된 작품

### 영화
- 검은 집 (1999년 개봉, 모리타 요시미츠 감독, 우치노 마사아키, 오오타케 시노부 주연)
- ISOLA 다중인격소녀 (2000년 개봉, 미즈타니 토시유키 감독, 기무라 요시노 주연, 원작: 13번째 인격)
- 푸른 불꽃 (2003년 개봉, 니나가와 유키오 감독, 니노미야 카즈나리 주연)
- 검은집 (2007년 개봉, 신태라 감독, 황정민 주연)
- 악의 교전 (2012년 11월 개봉 예정, 미이케 다카시 감독, 이토 히데아키 주연)

### 드라마
- 열쇠가 잠긴 방 (2012년 4월 ~ 6월, 후지 TV, 오노 사토시 주연, 원작: 열쇠가 잠긴 밤, 유리 망치, 도깨비불의 집)

### 애니메이션
- 신세계에서 (2012년 10월~, 총25화)